# Cricula parvifenestrata
Cricula parvifenestrata är en fjärilsart som beskrevs av Felix Bryk 1944. Cricula parvifenestrata ingår i släktet Cricula och familjen påfågelsspinnare. Inga underarter finns listade i Catalogue of Life.